# Gludsted Plantage
Gludsted Plantage är en planterad skog i Danmark. Den ligger på Jylland, sydväst om staden Silkeborg. Det är Danmarks största skog med ett rikt djur- och fågelliv.

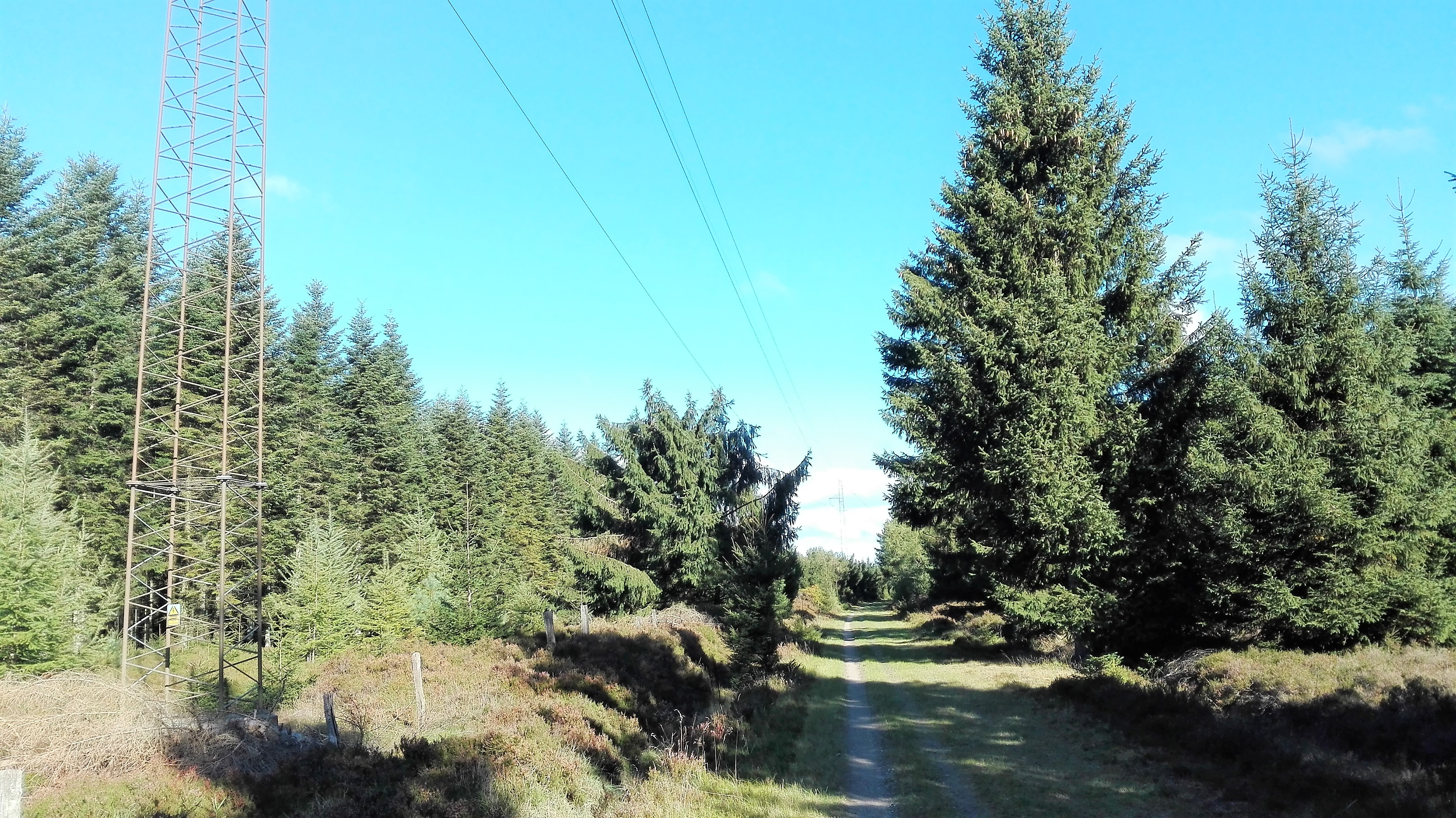
Gludsted Plantage

Området ingår i den hemiboreala klimatzonen och årsmedeltemperaturen är 6 °C. Varmast är det i  juli, med en medeltemperatur på 16 °C, och  kallast i januari, med −5 °C.

## Historia
Plantagen anlades, med början år 1877, för att stoppa sandflykt från närliggande Gludsted Sande. Hedområdet delades in i mindre rektangulära enheter med omgivande vallar för att skydda de nyplanterade träden mot väder och vind. Det utökades till nuvarande storlek genom uppköp av gårdar och odlingsmark. År 1900 var arbetet färdigt och Gludsted Plantage kunde utnyttjas till skogsproduktion.

## Geologi
Under den senaste istiden, för cirka 20 000 år sedan, täckte isen det mesta av Danmark, ända fram till nuvarande Gludsted Plantage. Smältvattnet avlagrade stora mängder sand och grus som bildade en slätt. Jordbotten är mager och består här huvudsakligen av sand.